# Pietro IV Candiano
Pour les articles homonymes, voir Candiano.
Pietro IV Candiano est le 22e doge de Venise élu en 959.

## Biographie
Pietro Candiano est le fils ainé de Pietro III Candiano auquel il succède en 959.

### La conquête du pouvoir
Son père, le doge Pietro III Candiano, l'avait fait élire corégent : l'intention étant que le fils succède au père avec l'espoir que le titre devienne héréditaire. L'ambition personnelle de Pietro IV le conduit à s'opposer à une grande partie des Vénitiens, au point que lors d'une assemblée populaire, le doge, son père, réussit à le sauver d'une mort certaine seulement en l'exilant. Pietro IV quitte alors Venise suivi de quelques fidèles et se rend auprès du marquis Guido qui le conduit à la cour de son père, le roi d'Italie Bérenger II. Pietro participe avec Guido à une expédition contre Teobaldo marquis de Spoleto, et à son retour, il obtient le soutien de Berenger pour attaquer Venise. À la tête de quelques partisans, il destitue son père et se nomme doge.

## Dogat
Parmi ses premiers actes, il fait aveugler et expulser l'évêque de Castello avec l'accusation de simonie. En juin 960 il réunit l'assemblée populaire, l'organe qui élit le doge, et il fait approuver une loi qui interdit le commerce des esclaves. Marié à Giovanna, il la répudie, l'obligeant à se faire nonne dans le couvent de San Zaccaria; son fils Vitale est élu patriarche de Grado et sa fille aurait épousé le futur 25e doge Tribuno Memmo. Pietro IV Candiano peut ainsi épouser la lombarde Valdrade, parente de l'empereur d'Occident Otton Ier, en 966. Valdrade, parente aussi du roi d'Italie, amène en dot des territoires des régions de Trévise, du Frioul et de Ferrare. Le 2 décembre 967 Pietro IV Candiano obtient de l'empereur le renouvellement de toute une série de privilèges commerciaux pour les vénitiens en général et pour lui et sa famille en particulier. Le lien particulièrement étroit avec l'empire d'occident exaspère l'empereur d'orient: Le Byzantin Jean Ier menace de rétorsions si les Vénitiens ne cessent leur contrebande avec les Sarrasins pendant les guerres qui les opposent ce que le doge accepte (971).

## Mort
En 973, Otton Ier, protecteur de Pietro IV Candiano, meurt. Le nouvel empereur Otton II doit s'opposer à une révolte en Allemagne et les Vénitiens en profitent pour déposer le doge le 11 août 976. Pietro IV Candiano étant enfermé dans le palais ducal, ses opposants, dirigés par Orseolo, mettent le feu au palais. Mais l'incendie se répand aux maisons voisines et à l'église de Saint-Marc. Une grande partie de la ville brûle. Le doge et son fils Pietro sont tués, et leurs corps jetés dans l'abattoir ; ils seront par la suite enterrés dans l'église de Saint Ilario. Sa femme Valdrade survécut, et le doge suivant Pietro Orseolo lui aurait laissé l'entière possession de l'héritage de son mari pour ne pas déplaire à l'empereur d'Occident. Vitale, patriarche de Grado et fils du premier lit de Pietro IV Candiano, se réfugie auprès de l'empereur en Saxe d'où il aurait conspiré contre le nouveau doge.

## Sources
- (it) Cet article est partiellement ou en totalité issu de l’article de Wikipédia en italien intitulé « Pietro IV Candiano » (voir la liste des auteurs).